# Брайс, Дэвид
Дэвид Брайс (англ. David Bryce), FRSE FRIBA RSA (3 апреля 1803 — 7 мая 1876) — шотландский архитектор.

## Биография
Брайс родился на Саут-колледж-стрит, 5 в Эдинбурге, в семье Дэвида Брайса (1763—1816), бакалейщика, интересовавшегося архитектурой. Получил образование в Royal High School и поступил на службу к архитектору Уильяму Берну в 1825 году, в возрасте 22 лет. В 1841 Брайс становится партнером в фирме Берна. Берн и Брайс официально расторгли свое партнерство в 1845 году, когда начались споры по поводу строительства церкви Святой Марии в Далките, для герцога Буклеха.
Берн переехал в Лондон, а Брайс стал заниматься очень обширной и все возрастающей практикой, которой он посвятил себя с энтузиазмом и настойчивостью. В ходе напряженной и успешной карьеры, которая активно продолжалась почти до самой его смерти, он достиг видного места в своей профессии в Шотландии. Здания построенные по его проектам можно увидеть в большинстве главных городов страны.
В 1830-х годах Брайс жил на Грейт-Стюарт-стрит, 8, в Moray Estate в Вест-Энде Эдинбурга.
В 1835 году он был избран членом Королевской шотландской академии, а в следующем году стал академиком. Также был членом Королевского института британских архитекторов, архитектурного института Шотландии, Королевского общества Эдинбурга и в течение нескольких лет служил Великим Архитектором в Великой Ложе масонов в Шотландии. Он умер 7 мая 1876 года после непродолжительной болезни от бронхита, оставив после себя много работ, которые были завершены под руководством его племянника, который был его партнером в течение нескольких лет и который унаследовал его бизнес. Он не был женат, но у него был единственный сын, Дэвид Брайс Тод (1837—1918), которого он признал позже и упомянул в своем завещании.
Он похоронен на кладбище Нью-Калтон в Эдинбурге к западу от главной дороги, рядом со своим племянником, Джоном Брайсом, также архитектором.

## Оценка работ
Брайс работал во всех стилях, сперва в так называемом палладианском и итальянском Ренессансе, но вскоре посвятил себя исключительно Готике, особенно той ее разновидности, известной как Scottish Baronial, в которой он стал наиболее выдающимся и способным представителем. Именно в этом стиле были достигнуты его самые большие успехи, особенно в строительстве и перестройке особняков по всей стране, из которых по меньшей мере пятьдесят свидетельствуют о его выдающемся уме в планировании и о его оценке возможностей живописных эффектов.
Лучшими из его общественных зданий в итальянском стиле, вероятно, являются Fettes College, королевский лазарет в Эдинбурге и здание Банка Шотландии, которые являются украшением Старого города Эдинбурга. Его слава, однако, главным образом связана с его способностью возродить живописную французскую Готику, ныне натурализованную в Шотландии под именем баронской (Baronial); в ежегодном отчете Королевской шотландской академии в год его смерти говорилось: «нет сомнения, что его имя еще долго будет ассоциироваться со многим лучшим и наиболее характерным в отечественной архитектуре позднейших времен».